# Iwan (architettura)

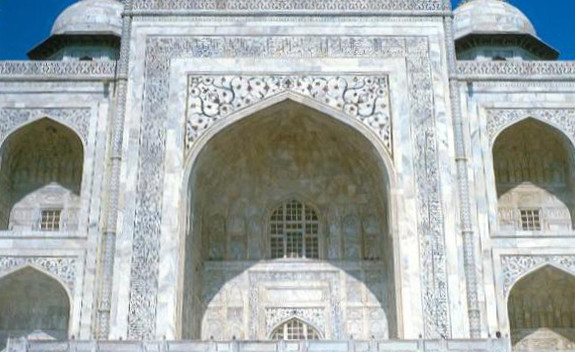
Liwan del Taj Mahal

L'iwan (in persiano eyvān; in arabo anche līwān) è un elemento tipico dell'architettura islamica. 
In linea di massima l'iwan è un ambiente chiuso e coperto – sito a un'estremità di una qualsiasi costruzione palaziale (in genere moschea, madrasa o mausoleo) – che si apra verso l'esterno e il cui ingresso sia per lo più sormontato da un arco.

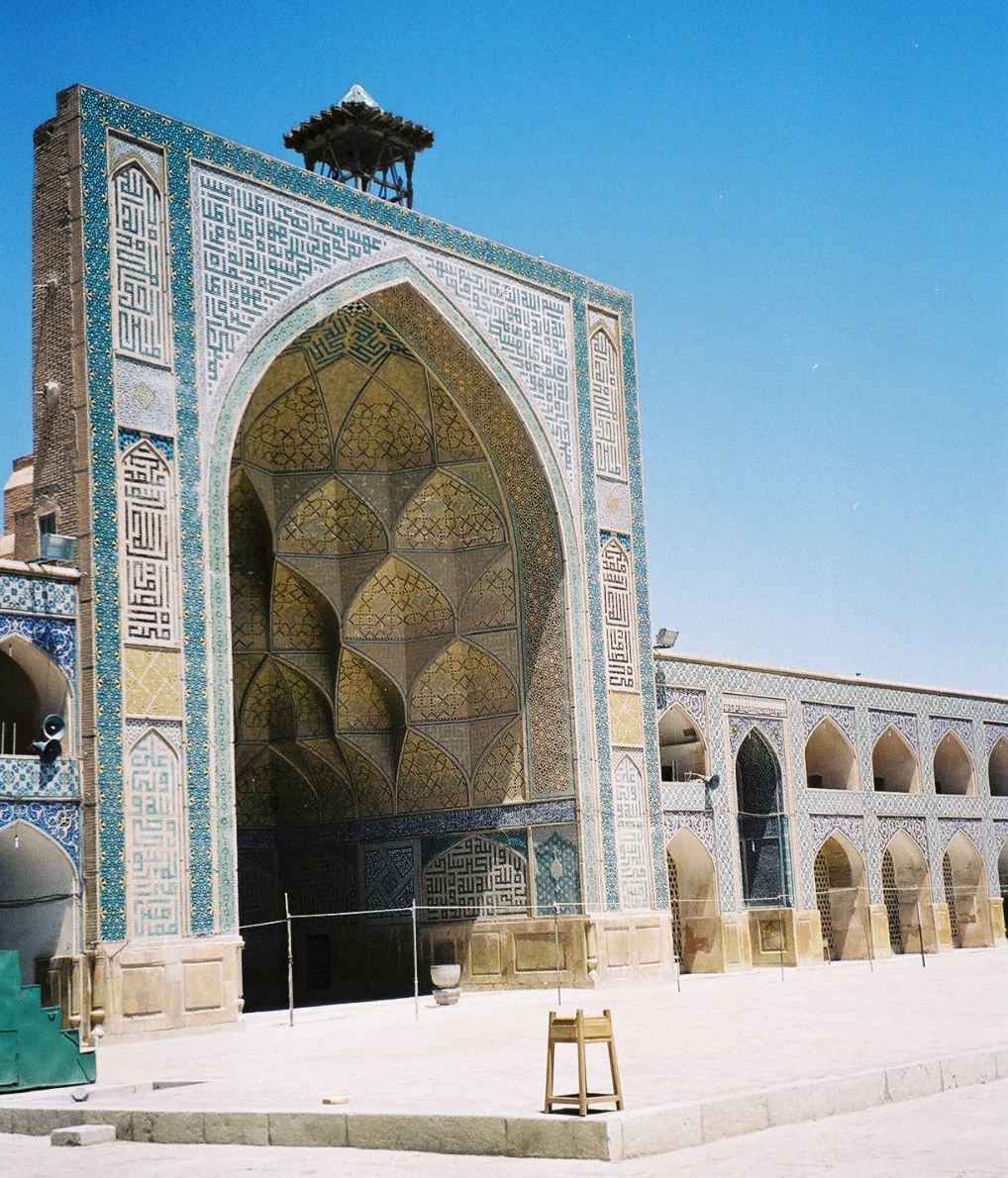
Uno dei quattro iwan della moschea, detta del venerdì, di Isfahan  (Persia)
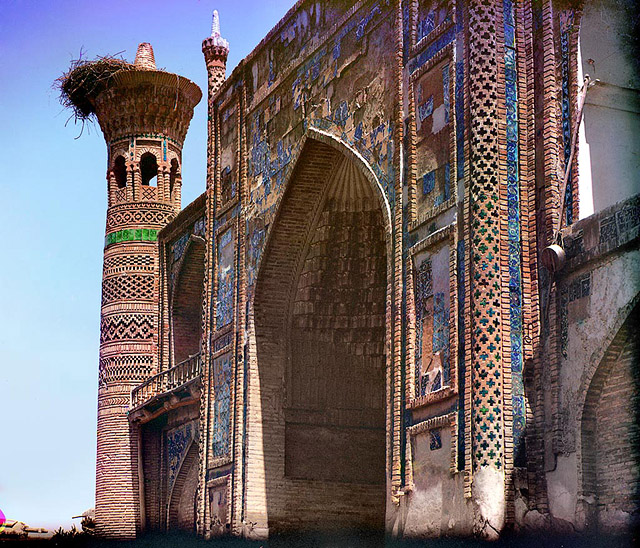
Iwan della madrasa di Uluğ Bek a Bukhara (Uzbekistan)